# Странраер (футбольный клуб)
«Странра́ер» (англ. и скотс Stranraer F.C.) — шотландский футбольный клуб из одноимённого города, выступающий во Второй лиге, четвёртом по силе дивизионе страны. Основан в 1870 году, и является третьим по старшинству клубом Шотландии. Домашние матчи начиная с 1907 года проводит на стадионе «Стэир Парк», вмещающим 5600 зрителей. В шотландской лиге «Странраер» выступает с сезона 1955/56, за это время клуб ни разу не поднимался в сильнейший дивизион, выступая преимущественно во втором и третьем по силе дивизионах. Лучший результат клуба в Кубке Шотландии — выход в четвертьфинал в сезоне 2002/03.

## Достижения
- Второй дивизион Шотландии:
  - Вице-чемпион (2): 1993/94, 1997/98.
- Третий дивизион Шотландии:
  - Чемпион (1): 2003/04.
- Кубок Шотландии:
  - Четвертьфиналист (1): 2002/03.
- Кубок шотландской лиги:
  - Четвертьфиналист (1): 1968/69.
- Шотландский кубок вызова:
  - Обладатель (1): 1996/97.